# Fondation de Luxembourg
 (mai 2014).
La Fondation de Luxembourg est un organisme d'utilité publique privé et indépendant qui aide les particuliers et entreprises à concrétiser des projets de nature philanthropique et agit également comme centre d'expertise sur la philanthropie. Constituée en décembre 2008 et dotée d'un capital initial de 5 millions d'euros par l'État luxembourgeois et l'Œuvre nationale de secours Grande-Duchesse Charlotte, elle a pour mission de promouvoir l'engagement philanthropique privé auprès des donateurs luxembourgeois ou étrangers.
La Fondation de Luxembourg est active sur cinq grands thèmes :
- réduction de la pauvreté et cohésion sociale ;
- éducation universelle ;
- santé et recherche ;
- culture et diversité ;
- biodiversité et changement climatique.
À la fin de l'année 2023, la Fondation de Luxembourg compte 112 fondations créées sous son égide et plus de 85 millions d'euros ont été alloués à des projets d'intérêts général depuis sa création.

## Mission
La Fondation de Luxembourg offre aux philanthropes, aux particuliers et aux entreprises la possibilité de créer et d'abriter leur propre fondation sous son égide.
En outre, la Fondation fournit des informations et des conseils, en développant des outils et des structures sur mesure pour encourager, soutenir et guider les donateurs dans leurs engagements philanthropiques à long terme. Son objectif est de faciliter le développement de projets à fort impact qui répondent à des besoins sociétaux clés.
En tant qu'expert et conseiller, la Fondation de Luxembourg agit comme un pont entre les donateurs et un large éventail d'associations, d'ONG et d'organisations spécialisées, en veillant à ce que les efforts philanthropiques soient orientés vers des causes significatives d'intérêt public.
En créant la Fondation de Luxembourg, le gouvernement luxembourgeois a voulu en faire l'équivalent pour le Luxembourg de la Fondation de France ou de la Fondation Roi Baudouin.

## Organisation
| Identité                     | Période       | Période  | Durée           |
| Identité                     | Début         | Fin      | Durée           |
| ---------------------------- | ------------- | -------- | --------------- |
| Luc Frieden (né en 1963)     | décembre 2008 | 2014     | 6 ans           |
| Pierre Gramegna (né en 1958) | 2014          | 2015     | 1 an            |
| Henri Grethen (né en 1950)   | juillet 2015  | En cours | 9 ans et 9 mois |

## Affiliations
La Fondation de Luxembourg est membre des organisations luxembourgeoises ou européennes suivantes : Don en Confiance Luxembourg, Inclusive Finance Network Luxembourg (InFine), European Venture Philanthropy Association (EVPA), Transnational Giving Europe (TGE Network), Donors and Foundations Networks in Europe (DAFNE) and European Foundation Centre (EFC).